# Ray (låt)
"Ray" är en låt av det svenska punkrockbandet Millencolin. Den finns med på deras sjätte studioalbum Kingwood, men utgavs också som singel den 14 mars 2005. Singeln innehåller även låtarna "Phony Tony" och "Bullion" (live). "Bullion" fanns sedan tidigare utgiven i studioversion på albumet Life on a Plate.

## Låtlista
1. "Ray"
2. "Phony Tony"
3. "Bullion" (live)

## Listplaceringar
| Lista (2005) | Topplacering |
| ------------ | ------------ |
| Sverige      | 21           |